# Бесскорбная
Бесско́рбная — станица в Новокубанском районе Краснодарского края. Центр Бесскорбненского сельского поселения.

## География
Станица вытянута на 8 км по левому берегу реки Уруп, в степной зоне, в 40 км юго-восточнее города Армавир, где расположена ближайшая крупная железнодорожная станция.
Мост через Уруп. На противоположной стороне реки сёла Трёхсельское, Новоурупское, Пантелеймоновское.

## История
Станица Бесскорбная основана в 1855 году как звено оборонительной линии по реке Уруп.
Первыми жителями были переселенцы из числа казаков Старой Линии, которые прибыли на место будущей станицы 24 июня 1855 года и в тот же день приступили к постройке землянок и рытью колодцев. Хаты на первых порах не строили, ибо шла война. Вокруг поселения был вырыт оборонительный ров. В 1856 и 1857 годах на станицу совершались нападения горцев. В этот период, даже когда казачки стирали в Урупе, с ними всегда находилась охрана, потому что на правом берегу Урупа орудовали абреки.
В 1860 году в Бесскорбную переселились 144 семьи из Полтавской губернии. В последующее десятилетие прибыло ещё несколько партий из Полтавской и Черниговской губерний.
По завершении войны, в 1866 году в станице был построен деревянный храм «Всех скорбящих Радость», который был затем перестроен по новому проекту в 1894 году, разрушен в 1950-е годы. В 2004 году заложен новый храм на месте разрушенного.
На начало XX века Бесскорбная входила в Лабинский отдел Кубанской области.В мирной обстановке Лабинский отдел выставлял- 1-й Лабинский, 1-й Кубанский конные полки, 3-ю Кубанскую батарею и часть 6-го пластунского батальона(1-ю сотню). Из всех отделов вместе комплектовались- Кубанский гвардейский дивизион
со стоянкой в Варшаве( 2 сотни- конвой командующего войсками Варшавского военного округа), две сотни Собственного конвоя Государя.
Казаки станицы Бесскорбной служили преимущественно в 1-м Лабинском генерала Засса полку.Также бесскорбненцы служили в 3-й Кубанской казачьей батареи, которая входила в 3-й Кавказский казачий дивизион, 3-й Кавказской казачьей дивизии и дислоцировалась в г. Майкопе. Служили и в знаменитом 6-м Кубанском пластунском батальоне его Величества. Ещё одним местом службы бесскорбненцев были Местные команды ККВ и в частности Армавирская М.к.
Во время Гражданской войны в октябре 1918 года в районе Бесскорбной шли ожесточенные бои, сама станица несколько раз переходила из рук в руки.

### Известные уроженцы станицы
- В станице родился Герой Социалистического Труда Геннадий Авдеев.
- В станице родился советский военачальник, военный летчик, участник Великой Отечественной войны, командир командир 269-й, 8-й гвардейской и 324-й истребительных авиационных дивизий гвардии полковник Ларюшкин Илья Павлович.

## Население
Данные переписи 1897 года (в скобках разбивка на казачьи/неказачьи хозяйства):
- Всего хозяйств: 1562 (661/901).
- Дома: каменные 4 (3/1), деревянные 432 (290/142), саманные 322 (118/204), турлучные 776 (382/394).
- Грамотность хозяина: 1182 (652/530).
- Религия: православные 1558 (661/897), (4 семейства — неправославные христиане).
- Язык: русский 466 (254/212), украинский 1092 (407/685).

Статистика на 1911 год:
- Жителей: 5250.
- Дворов: 1984.
- Раскольники: поповцев 13, хлыстов 104, новоизраильцев 13.
- Рождений 762, браков 106, смертей 313.

## Достопримечательности
- Памятник в честь двухсотлетия Кубанского казачьего войска. Установлен 9 сентября 1896 года.
- Музей истории станицы Бесскорбная им. Героя Социалистического труда Штанько П. Я.[10][11]